# Lake Tekakwitha
Lake Tekakwitha est un village du comté de Jefferson, dans le Missouri, aux États-Unis,. Situé au nord-ouest du comté, il est incorporé en 2009.

## Démographie
Lors du recensement de 2010, le village comptait une population de 254 habitants. Elle est estimée, en 2016, à 257 habitants.

## Source de la traduction
- (en) Cet article est partiellement ou en totalité issu de l’article de Wikipédia en anglais intitulé « Lake Tekakwitha, Missouri » (voir la liste des auteurs).